# HMAS Beryl II
HMAS Beryl II – trałowiec pomocniczy i stawiacz sieci z okresu II wojny światowej należący do Royal Australian Navy (RAN). Okręt oryginalnie zbudowany był jako trawler, w okresie I wojna światowa służył także jako trałowiec w brytyjskiej Royal Navy pod nazwą HMS „Beryl”.

## Historia
Trawler „Beryl” był wodowany w 1914 w stoczni Cochrane and Sons w Selby, zbudowany został na zamówienie firmy Kingston STC z Hull.
W 1915 nazwa okrętu została zmieniona na „Beryl II” i w tym samym roku został zarekwirowany przez brytyjską Royal Navy, gdzie służył jako HMS „Beryl” w roli trałowca pomocniczego. Uzbrojony był w dwie przeciwlotnicze armaty 6-funtowe (57 mm). Brał udział w kampanii na Gallipolli. W 1919 został zwrócony właścicielowi. Po wojnie operował głównie na Morzu Północnym.
W 1926 statek został zakupiony przez australijską firmę Cam and Sons, przybył do Sydney 14 lutego 1926 po trwającej 66 dni podróży o długości 12 tysięcy mil.
Po wybuchu II wojny światowej statek został zarekwirowany przez RAN 7 września 1939 w Sydney za opłatę 111 funtów i 12 szylingów miesięcznie, do służby wszedł jako HMAS „Beryl II” (FY71). 15 września po 3-dniowej podróży „Beryl II” dotarł do Melbourne, gdzie został uzbrojony i wyposażony w trał. Okręt wszedł do służby 9 października, do lutego 1943 służył w 54 Grupie Trałowców (Minesweeping Group 54) stacjonującej w zatoce Port Phillip. 29 czerwca 1943 okręt (wraz z HMAS „Alfie Cam”, „Mary Cam”, „Olive Cam”, „Samuel Benbow” i „Goonambee”) został odkupiony od Cam and Sons za łączną sumę 65 tysięcy funtów.
W lutym 1943 okręt został przekazany do Minesweeping Group 63 stacjonującej w Port Adelaide, gdzie służył do początku grudnia. 15 grudnia okręt przybył do Sydney, gdzie został przystosowany do roli stawiacza sieci (ze zmienionym pennant number – Z101) i 30 grudnia udał się do Port Moresby, gdzie przybył 18 stycznia 1944.
HMAS „Beryl II” pozostał w Port Moresby do 20 lutego 1945, okręt powrócił 30 maja do Melbourne na remont. Po remoncie okręt ponownie udał się do Sydney, gdzie dotarł 5 listopada 1945. Okręt został wycofany do rezerwy 13 grudnia i odkupiony przez poprzedniego właściciela (wraz z „Mary Cam” i „Samuel Benbow”) 24 maja (24 kwietnia według innego źródła) 1946 za 17 tysięcy funtów.
23 kwietnia 1947 w pobliżu Kiama „Beryl II” został uderzony przez piorun i lekko uszkodzony.
Statek złomowano w 1955.